# Luigi Maria Lucini
Luigi Maria Lucini (Milano, 25 luglio 1666 – Roma, 17 gennaio 1745) è stato un cardinale italiano.

## Biografia
Nacque a Milano nel 1666 nella nobile famiglia milanese dei Lucini.
Entrato nell'Ordine dei frati predicatori, fu commissario del Sant'Uffizio. Papa Benedetto XIV lo creò cardinale presbitero del titolo di San Sisto nel concistoro del 9 settembre 1743.
Morì il 17 gennaio 1745 all'età di 78 anni e fu sepolto nella basilica di Santa Maria sopra Minerva e poi trasportato nella basilica di San Sisto Vecchio a Roma.

## Opere
- Esame e difesa del decreto pubblicato in pudisceri' da Monsignor Carlo Tommaso di Tournon, Stamperia Vaticana, 1728
- Romani pontificis privilegia: adversus novissimos osores vindicata : duplex dissertatio cum duplici appendice, Bartolomeo Giavarina, 1734
- Anti-thesis contra P. Fr. Hyacinthum Serry Prim. Theol. Patav. conantem Pontificiam infallibilitatem certis terminis circumscribere, ex Praelis Agnelli SS. Inquisitionis typographi, 1736
- Storia di S. Pietro-Martire di Verona del sagro ordine de' Predicatori, Giuseppe Pichino Malatesta, 1741